# 5e étape du Tour d'Espagne 2018
La 5e étape du Tour d'Espagne 2018 se déroule le 29 août 2018, entre Grenade et Roquetas de Mar, sur un parcours de 188,7 kilomètres. 
L'étape est remportée par le cycliste australien Simon Clarke de l'équipe EF Education First-Drapac. Le cycliste français Rudy Molard de la Groupama-FDJ devient le nouveau leader de la course,. 

## Résultats

### Classement de l'étape
| \| Classement de l'étape \| Classement de l'étape \| Classement de l'étape \| Classement de l'étape \| Classement de l'étape \| \| Coureur \| Coureur \| Pays \| Équipe \| Temps \| \| --------------------- \| --------------------- \| --------------------- \| ------------------------- \| --------------------- \| \| 1er \| Simon Clarke \| Australie \| EF Education First-Drapac \| 4 h 36 min 07 s \| \| 2e \| Bauke Mollema \| Pays-Bas \| Trek-Segafredo \| + 0 s \| \| 3e \| Alessandro De Marchi \| Italie \| BMC Racing Team \| + 0 s \| \| 4e \| Davide Villella \| Italie \| Astana \| + 8 s \| \| 5e \| Floris De Tier \| Belgique \| LottoNL-Jumbo \| + 8 s \| \| 6e \| Rudy Molard \| France \| Groupama-FDJ \| + 28 s \| \| 7e \| Maxime Monfort \| Belgique \| Lotto-Soudal \| + 1 min 58 s \| \| 8e \| Jonathan Lastra \| Espagne \| Caja Rural-Seguros RGA \| + 2 min 00 s \| \| 9e \| Franco Pellizotti \| Italie \| Bahrain-Merida \| + 2 min 00 s \| \| 10e \| Merhawi Kudus \| Érythrée \| Dimension Data \| + 2 min 00 s \| |                      |           |                           |                 |
| |                      |           |                           |                 |
| Source : ProCyclingStats |                      |           |                           |                 |
| Classement de l'étape |                      |           |                           |                 |
| Coureur | Coureur              | Pays      | Équipe                    | Temps           |
| 1er | Simon Clarke         | Australie | EF Education First-Drapac | 4 h 36 min 07 s |
| 2e | Bauke Mollema        | Pays-Bas  | Trek-Segafredo            | + 0 s           |
| 3e | Alessandro De Marchi | Italie    | BMC Racing Team           | + 0 s           |
| 4e | Davide Villella      | Italie    | Astana                    | + 8 s           |
| 5e | Floris De Tier       | Belgique  | LottoNL-Jumbo             | + 8 s           |
| 6e | Rudy Molard          | France    | Groupama-FDJ              | + 28 s          |
| 7e | Maxime Monfort       | Belgique  | Lotto-Soudal              | + 1 min 58 s    |
| 8e | Jonathan Lastra      | Espagne   | Caja Rural-Seguros RGA    | + 2 min 00 s    |
| 9e | Franco Pellizotti    | Italie    | Bahrain-Merida            | + 2 min 00 s    |
| 10e | Merhawi Kudus        | Érythrée  | Dimension Data            | + 2 min 00 s    |

Note : Rudy Molard termine à 8 secondes du vainqueur, mais est pénalisé de 20 secondes pour avoir reçu un ravitaillement dans les 15 derniers kilomètres.

## Classements à l'issue de l'étape

### Classement général
| \| Classement général \| Classement général \| Classement général \| Classement général \| Classement général \| \| Coureur \| Coureur \| Pays \| Équipe \| Temps \| \| ------------------ \| ------------------ \| ------------------ \| ------------------ \| ------------------ \| \| 1er \| Rudy Molard \| France \| Groupama-FDJ \| 18 h 27 min 40 s \| \| 2e \| Michał Kwiatkowski \| Pologne \| Team Sky \| + 41 s \| \| 3e \| Emanuel Buchmann \| Allemagne \| Bora-Hansgrohe \| + 48 s \| \| 4e \| Simon Yates \| Royaume-Uni \| Mitchelton-Scott \| + 51 s \| \| 5e \| Alejandro Valverde \| Espagne \| Movistar Team \| + 53 s \| \| 6e \| Wilco Kelderman \| Pays-Bas \| Team Sunweb \| + 1 min 06 s \| \| 7e \| Ion Izagirre \| Espagne \| Bahrain-Merida \| + 1 min 11 s \| \| 8e \| Tony Gallopin \| France \| AG2R La Mondiale \| + 1 min 14 s \| \| 9e \| Nairo Quintana \| Colombie \| Movistar Team \| + 1 min 14 s \| \| 10e \| Steven Kruijswijk \| Pays-Bas \| LottoNL-Jumbo \| + 1 min 18 s \| |                    |             |                  |                  |
| |                    |             |                  |                  |
| Source : ProCyclingStats |                    |             |                  |                  |
| Classement général |                    |             |                  |                  |
| Coureur | Coureur            | Pays        | Équipe           | Temps            |
| 1er | Rudy Molard        | France      | Groupama-FDJ     | 18 h 27 min 40 s |
| 2e | Michał Kwiatkowski | Pologne     | Team Sky         | + 41 s           |
| 3e | Emanuel Buchmann   | Allemagne   | Bora-Hansgrohe   | + 48 s           |
| 4e | Simon Yates        | Royaume-Uni | Mitchelton-Scott | + 51 s           |
| 5e | Alejandro Valverde | Espagne     | Movistar Team    | + 53 s           |
| 6e | Wilco Kelderman    | Pays-Bas    | Team Sunweb      | + 1 min 06 s     |
| 7e | Ion Izagirre       | Espagne     | Bahrain-Merida   | + 1 min 11 s     |
| 8e | Tony Gallopin      | France      | AG2R La Mondiale | + 1 min 14 s     |
| 9e | Nairo Quintana     | Colombie    | Movistar Team    | + 1 min 14 s     |
| 10e | Steven Kruijswijk  | Pays-Bas    | LottoNL-Jumbo    | + 1 min 18 s     |

| Classement par points | Classement par points | Classement par points | Classement par points     | Classement par points |
| Coureur               | Coureur               | Pays                  | Équipe                    | Points                |
| --------------------- | --------------------- | --------------------- | ------------------------- | --------------------- |
| 1er                   | Michał Kwiatkowski    | Pologne               | Team Sky                  | 46 pts                |
| 2e                    | Alejandro Valverde    | Espagne               | Movistar Team             | 33 pts                |
| 3e                    | Simon Clarke          | Australie             | EF Education First-Drapac | 30 pts                |
| 4e                    | Benjamin King         | États-Unis            | Dimension Data            | 29 pts                |
| 5e                    | Alessandro De Marchi  | Italie                | BMC Racing Team           | 28 pts                |
| 6e                    | Rohan Dennis          | Australie             | BMC Racing Team           | 25 pts                |
| 7e                    | Elia Viviani          | Italie                | Quick-Step Floors         | 25 pts                |
| 8e                    | Wilco Kelderman       | Pays-Bas              | Team Sunweb               | 20 pts                |
| 9e                    | Bauke Mollema         | Pays-Bas              | Trek-Segafredo            | 20 pts                |
| 10e                   | Nikita Stalnow        | Kazakhstan            | Astana                    | 20 pts                |

| Classement par points | Classement par points | Classement par points | Classement par points     | Classement par points |
| Coureur               | Coureur               | Pays                  | Équipe                    | Points                |
| --------------------- | --------------------- | --------------------- | ------------------------- | --------------------- |
| 1er                   | Michał Kwiatkowski    | Pologne               | Team Sky                  | 46 pts                |
| 2e                    | Alejandro Valverde    | Espagne               | Movistar Team             | 33 pts                |
| 3e                    | Simon Clarke          | Australie             | EF Education First-Drapac | 30 pts                |
| 4e                    | Benjamin King         | États-Unis            | Dimension Data            | 29 pts                |
| 5e                    | Alessandro De Marchi  | Italie                | BMC Racing Team           | 28 pts                |
| 6e                    | Rohan Dennis          | Australie             | BMC Racing Team           | 25 pts                |
| 7e                    | Elia Viviani          | Italie                | Quick-Step Floors         | 25 pts                |
| 8e                    | Wilco Kelderman       | Pays-Bas              | Team Sunweb               | 20 pts                |
| 9e                    | Bauke Mollema         | Pays-Bas              | Trek-Segafredo            | 20 pts                |
| 10e                   | Nikita Stalnow        | Kazakhstan            | Astana                    | 20 pts                |

| Classement de la montagne | Classement de la montagne | Classement de la montagne | Classement de la montagne  | Classement de la montagne |
| Coureur                   | Coureur                   | Pays                      | Équipe                     | Points                    |
| ------------------------- | ------------------------- | ------------------------- | -------------------------- | ------------------------- |
| 1er                       | Luis Ángel Maté           | Espagne                   | Cofidis, Solutions Crédits | 36 pts                    |
| 2e                        | Pierre Rolland            | France                    | EF Education First-Drapac  | 20 pts                    |
| 3e                        | Benjamin King             | États-Unis                | Dimension Data             | 12 pts                    |
| 4e                        | Ben Gastauer              | Luxembourg                | AG2R La Mondiale           | 7 pts                     |
| 5e                        | Bauke Mollema             | Pays-Bas                  | Trek-Segafredo             | 6 pts                     |
| 6e                        | Nikita Stalnow            | Kazakhstan                | Astana                     | 6 pts                     |
| 7e                        | Thomas De Gendt           | Belgique                  | Lotto-Soudal               | 5 pts                     |
| 8e                        | Nans Peters               | France                    | AG2R La Mondiale           | 4 pts                     |
| 9e                        | Alejandro Valverde        | Espagne                   | Movistar Team              | 3 pts                     |
| 10e                       | Stéphane Rossetto         | France                    | Cofidis, Solutions Crédits | 3 pts                     |

| Classement de la montagne | Classement de la montagne | Classement de la montagne | Classement de la montagne  | Classement de la montagne |
| Coureur                   | Coureur                   | Pays                      | Équipe                     | Points                    |
| ------------------------- | ------------------------- | ------------------------- | -------------------------- | ------------------------- |
| 1er                       | Luis Ángel Maté           | Espagne                   | Cofidis, Solutions Crédits | 36 pts                    |
| 2e                        | Pierre Rolland            | France                    | EF Education First-Drapac  | 20 pts                    |
| 3e                        | Benjamin King             | États-Unis                | Dimension Data             | 12 pts                    |
| 4e                        | Ben Gastauer              | Luxembourg                | AG2R La Mondiale           | 7 pts                     |
| 5e                        | Bauke Mollema             | Pays-Bas                  | Trek-Segafredo             | 6 pts                     |
| 6e                        | Nikita Stalnow            | Kazakhstan                | Astana                     | 6 pts                     |
| 7e                        | Thomas De Gendt           | Belgique                  | Lotto-Soudal               | 5 pts                     |
| 8e                        | Nans Peters               | France                    | AG2R La Mondiale           | 4 pts                     |
| 9e                        | Alejandro Valverde        | Espagne                   | Movistar Team              | 3 pts                     |
| 10e                       | Stéphane Rossetto         | France                    | Cofidis, Solutions Crédits | 3 pts                     |

| Classement du combiné | Classement du combiné | Classement du combiné | Classement du combiné     | Classement du combiné |
| Coureur               | Coureur               | Pays                  | Équipe                    | Points                |
| --------------------- | --------------------- | --------------------- | ------------------------- | --------------------- |
| 1er                   | Alejandro Valverde    | Espagne               | Movistar Team             | 16 pts                |
| 2e                    | Michał Kwiatkowski    | Pologne               | Team Sky                  | 17 pts                |
| 3e                    | Benjamin King         | États-Unis            | Dimension Data            | 27 pts                |
| 4e                    | Bauke Mollema         | Pays-Bas              | Trek-Segafredo            | 46 pts                |
| 5e                    | Laurens De Plus       | Belgique              | Quick-Step Floors         | 51 pts                |
| 6e                    | Simon Clarke          | Australie             | EF Education First-Drapac | 51 pts                |
| 7e                    | Ben Gastauer          | Luxembourg            | AG2R La Mondiale          | 55 pts                |
| 8e                    | Pierre Rolland        | France                | EF Education First-Drapac | 64 pts                |
| 9e                    | Nikita Stalnow        | Kazakhstan            | Astana                    | 99 pts                |
| 10e                   | Alessandro De Marchi  | Italie                | BMC Racing Team           | 108 pts               |

| Classement du combiné | Classement du combiné | Classement du combiné | Classement du combiné     | Classement du combiné |
| Coureur               | Coureur               | Pays                  | Équipe                    | Points                |
| --------------------- | --------------------- | --------------------- | ------------------------- | --------------------- |
| 1er                   | Alejandro Valverde    | Espagne               | Movistar Team             | 16 pts                |
| 2e                    | Michał Kwiatkowski    | Pologne               | Team Sky                  | 17 pts                |
| 3e                    | Benjamin King         | États-Unis            | Dimension Data            | 27 pts                |
| 4e                    | Bauke Mollema         | Pays-Bas              | Trek-Segafredo            | 46 pts                |
| 5e                    | Laurens De Plus       | Belgique              | Quick-Step Floors         | 51 pts                |
| 6e                    | Simon Clarke          | Australie             | EF Education First-Drapac | 51 pts                |
| 7e                    | Ben Gastauer          | Luxembourg            | AG2R La Mondiale          | 55 pts                |
| 8e                    | Pierre Rolland        | France                | EF Education First-Drapac | 64 pts                |
| 9e                    | Nikita Stalnow        | Kazakhstan            | Astana                    | 99 pts                |
| 10e                   | Alessandro De Marchi  | Italie                | BMC Racing Team           | 108 pts               |

| Classement par équipes | Classement par équipes                   | Classement par équipes | Classement par équipes |
| Équipe                 | Équipe                                   | Pays                   | Temps                  |
| ---------------------- | ---------------------------------------- | ---------------------- | ---------------------- |
| 1re                    | Astana                                   | Kazakhstan             | 55 h 21 min 33 s       |
| 2e                     | Lotto NL-Jumbo                           | Pays-Bas               | + 3 min 04 s           |
| 3e                     | Movistar Team                            | Espagne                | + 3 min 23 s           |
| 4e                     | EF Education First-Drapac p/b Cannondale | États-Unis             | + 4 min 35 s           |
| 5e                     | Dimension Data                           | Afrique du Sud         | + 5 min 07 s           |
| 6e                     | Bora-Hansgrohe                           | Allemagne              | + 6 min 50 s           |
| 7e                     | Bahrain-Merida                           | Bahreïn                | + 8 min 03 s           |
| 8e                     | Sky                                      | Royaume-Uni            | + 11 min 07 s          |
| 9e                     | AG2R La Mondiale                         | France                 | + 12 min 03 s          |
| 10e                    | UAE Team Emirates                        | Émirats arabes unis    | + 12 min 10 s          |

| Classement par équipes | Classement par équipes                   | Classement par équipes | Classement par équipes |
| Équipe                 | Équipe                                   | Pays                   | Temps                  |
| ---------------------- | ---------------------------------------- | ---------------------- | ---------------------- |
| 1re                    | Astana                                   | Kazakhstan             | 55 h 21 min 33 s       |
| 2e                     | Lotto NL-Jumbo                           | Pays-Bas               | + 3 min 04 s           |
| 3e                     | Movistar Team                            | Espagne                | + 3 min 23 s           |
| 4e                     | EF Education First-Drapac p/b Cannondale | États-Unis             | + 4 min 35 s           |
| 5e                     | Dimension Data                           | Afrique du Sud         | + 5 min 07 s           |
| 6e                     | Bora-Hansgrohe                           | Allemagne              | + 6 min 50 s           |
| 7e                     | Bahrain-Merida                           | Bahreïn                | + 8 min 03 s           |
| 8e                     | Sky                                      | Royaume-Uni            | + 11 min 07 s          |
| 9e                     | AG2R La Mondiale                         | France                 | + 12 min 03 s          |
| 10e                    | UAE Team Emirates                        | Émirats arabes unis    | + 12 min 10 s          |